# Fanny (Vorname)
Fanny ist ein weiblicher Vorname.

## Herkunft und Bedeutung
Englische wie deutsche Namenslexika schlagen vor, den Namen Fanny als eine Kurzform von Frances, bzw. Franziska oder auch von Stefanie zu sehen. Die Herkunft des Namens ist nicht abschließend geklärt; denkbar wäre auch eine solche aus dem Keltischen, analog zu Jenny. Zudem empfindet die überwiegende Mehrzahl der Namensträgerinnen den Namen „Fanny“ seit jeher und bis heute als eigenständigen weiblichen Vornamen. Er wurde mit Henry Fieldings Roman Joseph Andrews von 1742 Modename in ganz Europa und war gerade auch im protestantischen deutschen Adel und in Skandinavien beliebt, während „Franziska“ eher südlich-katholisch assoziiert ist. Absolut sicher ist eine Korrelation mit „Franziska“ nur im bairischen, vor allem ländlichen Sprachraum. Aber auch hier gibt es daneben das eigenständige „Fanny“, d. h. „Fanny“ als Geburtsregister-Eintrag ohne Referenz zu „Franziska“. Auch das jiddische „Feigla“ (Varianten: Feigel(e), Fejga) konnte als „Fanny“ (hebr. פאני/פני) wiedergegeben werden.
Im angelsächsischen Sprachraum ist der Name seit längerer Zeit durch bislang unerläutert gebliebene Nebenbedeutungen belastet und daher kaum mehr im Gebrauch: Im britischen Englisch bezeichnet das Wort „fanny“ die weiblichen Geschlechtsteile, im amerikanischen Englisch das Gesäß. Vielleicht spielt bei diesen Konnotationen der weltberühmte pornografische Roman Memoirs of a Woman of Pleasure von John Cleland (1749, landläufig unter dem Titel Fanny Hill, nach der Titelfigur des Romans) eine Rolle.

## Varianten
- Fanni, Fannie

## Namensträgerinnen

### Vorname
- Fanny Ardant (* 1949), französische Schauspielerin
- Fanny von Arnstein (1758–1818), Wiener Society-Dame
- Fanny Azzuro (* 1986), französische Pianistin
- Fanny de Beauharnais (geb. Marie Anna Françoise Mouchard; 1737–1813), französische Dichterin
- Fanny Bechert (* 1986), deutsche Hörbuchsprecherin und Autorin
- Fanny von Bernstorff (1840–1930), deutsche Zeichnerin und Kinderbuchautorin
- Fanny Blankers-Koen (1918–2004), niederländische Leichtathletin (Sprint, Hürdenlauf, Hochsprung, Weitsprung)
- Fanny Blum (1873–1959), deutsche Widerstandskämpferin jüdischen Glaubens
- Fanny Brice (1891–1951), US-amerikanische Komikerin, Entertainerin, Sängerin, Theater- und Filmschauspielerin
- Fanny Brunner (* 1973), österreichische Theaterregisseurin
- Frances „Fanny“ Burney (1752–1840), englische Schriftstellerin
- Fanny Buss (1910–1986), neuseeländische Textil- und Modedesignerin
- Fanny Cerrito, eigtl. Francesca Cerrito (1817–1909), italienische Balletttänzerin und Choreographin
- Fanny Chmelar (* 1985), deutsche Skirennläuferin
- Fanny Churberg (1845–1892), finnische Landschaftsmalerin
- Fanny Cihlar (* 1980), deutsche Feldhockeyspielerin
- Fanny Clar (1875–1944), französische Schriftstellerin
- Fanny Cochrane Smith (1834–1905), letzte Sprecherin der Tasmanischen Sprache
- Fanny Cornforth (1835–1906), Modell und Muse der Präraffaeliten
- Fanny Cradock (1909–1994), englische Restaurantkritikerin, Autorin und TV-Köchin
- Fanny Crosby, eigtl. Frances Jane Van Alstyne (1820–1915), US-amerikanische Gospel-Dichterin
- Fanny Durack (1889–1956), australische Schwimmerin
- Fanny Eckerlin (1802–1842), italienische Opernsängerin (Mezzosopran/Alt)
- Fanny Elßler, eigtl. Franziska Elßler (1810–1884), österreichische Tänzerin
- Fanny Fischer (* 1986), deutsche Kanutin
- Fanny Fuhs (* 2001), österreichische Schauspielerin und Kostümbildnerin
- Fanny Garde (1855–1928), dänische Keramikerin und Porzellanmalerin
- Fanny Harlfinger-Zakucka (1873–1954), österreichische Künstlerin
- Fanny Hensel (1805–1847; geb. Fanny Zippora Mendelssohn; getauft Fanny Cäcilie Mendelssohn Bartholdy), Komponistin der deutschen Romantik
- Fanny Horn Birkeland (* 1988), norwegische Biathletin und Skilangläuferin
- Fanny Hünerwadel (1826–1854), schweizerische Komponistin
- Fanny Imlay (1794–1816), Halbschwester von Mary Shelley
- Fanny Janauschek (1828–1904), österreichische Schauspielerin
- Fanny Jensen (1890–1969), dänische sozialdemokratische Politikerin
- Fanny Kaplan (1890–1918), russische Anarchistin und Sozialrevolutionärin
- Fanny Kassel (* 1983), französische Mathematikerin und Hochschullehrerin
- Fanny Kelly (1845–1904), amerikanische Pioniersfrau und Autorin
- Fanny Kemble (1809–1893), britische Schauspielerin, Schriftstellerin und Abolitionistin
- Fanny Krausz (* 1990), österreichische Schauspielerin
- Fanny Krug (* 1970), deutsche Sängerin
- Fanny Lang (1884–1944), deutsche römisch-katholische Märtyrerin
- Fanny Lewald (1811–1889), deutsche Schriftstellerin
- Fanny Loinger (1915–1992), französische jüdische Krankenschwester und Widerstandskämpferin
- Fanny Mayer (1851–1934), deutsche Hotelière, Pionierin des Skisports und des Tourismus im Schwarzwald
- Fanny Meyer (Malerin) (1842–1909), deutsche Landschaftsmalerin
- Fanny Meyer (Puppenspielerin) (1905–1943), deutsche Puppenspielerin
- Fanny Moran-Olden (1855–1905), deutsche Sängerin
- Fanny Morweiser (1940–2014), deutsche Schriftstellerin
- Fanny Moser (1872–1953), Schweizer Zoologin und Parapsychologin
- Fanny Müller (1941–2016), deutsche Schriftstellerin und Satirikerin
- Fanny Posvite (* 1992), französische Judoka
- Fanny Rabel (1922–2008), polnisch-mexikanische Künstlerin
- Fanny Reventlow (1871–1918), deutsche Schriftstellerin, Malerin und Übersetzerin
- Fanny Rinne (* 1980), deutsche Hockeyspielerin
- Fanny Risberg (* 1975), schwedische Schauspielerin und Musikerin
- Fanny Rosenfeld (1903–1969), kanadische Leichtathletin
- Fanny Schreck (1877–1951), deutsche Schauspielerin
- Fanny Smith (* 1992), Schweizer Freestyle-Skierin
- Fanny Staffa (* 1976), deutsche Schauspielerin
- Fanny Stapf (* 1991), österreichische Moderatorin
- Fanny Starhemberg, geb. Franziska Gräfin von Larisch-Mönnich, (1875–1943), österreichische Politikerin
- Fanny Stavjanik (* 1966), deutsch-österreichische Schauspielerin
- Fanny Stollár (* 1998), ungarische Tennisspielerin
- Fanny Tarnow (1779–1862), deutsche Schriftstellerin
- Fanny Vágó (* 1991), ungarische Fußballspielerin
- Fanny Valette (* 1986), französische Schauspielerin
- Fanny Wibmer-Pedit (1890–1967), österreichische Schriftstellerin
- Fanny von Wilamowitz-Moellendorff (1882–1958), schwedische Schriftstellerin

### Kunstfigur
- Fanny Hill, Titelfigur des gleichnamigen erotischen Briefromans von 1749 (im englischen Original Memoirs of a Woman of Pleasure)